# Istoria evreilor din Estonia
Istoria evreilor în Estonia începe cu relatări ale prezenței unor anumiți evrei în secolul al XIV-lea în ceea ce este astăzi Estonia. Procesul de stabilire permanentă a evreilor în Estonia a început însă în secolul al XIX-lea, mai ales după ce li s-a acordat oficial dreptul de a intra în regiune printr-un decret al țarului rus Alexandru al II-lea în anul 1865. Acesta a permis așa-numiților „soldați nicolaiți” evrei (mulți foști cantoniști⁠(d)) și descendenților lor, negustorilor din Primele Bresle, meșteșugari⁠(d), și evrei cu studii superioare să se stabilească în Estonia și în alte părți ale Imperiului Rus în afara Fâșiei lor de Reședință⁠(d).  „Soldații nicolaiți” și urmașii lor, și meșteșugarii au fost, practic, cei care au fondat primele comunități evreiești din Estonia. Comunitatea din Tallinn, cea mai mare din Estonia, a fost fondată în 1830. Comunitatea din Tartu a fost înființată în 1866, când primele cincizeci de familii s-au stabilit acolo. S-au construit sinagogi, dintre care cele mai mari în Tallinn în 1883 și Tartu în 1901. Ambele au fost ulterior distruse în incendii în timpul celui de al Doilea Război Mondial.
Populația evreiască s-a răspândit în alte orașe estone unde s-au construit case de rugăciune (la Valga, Pärnu și Viljandi) și s-au amenajat cimitire. S-au deschis școli pentru studierea Talmudului,  și la Tallinn au fost organizate școli elementare în 1880. Majoritatea populației evreiești era pe atunci formată din mici negustori și meșteșugari; foarte puțini studiau științele și, prin urmare, viața culturală evreiască era una limitată. Acest lucru a început să se schimbe la sfârșitul secolului al XIX-lea, când mai mulți evrei au fost admiși la Universitatea din Tartu și mai târziu au contribuit în mod semnificativ la animarea culturii evreiești. În 1917 s-a înființat chiar un Club de Teatru în Tartu.

## Autonomia evreilor în Estonia independentă
Circa 200 de evrei au luptat în Războiul de Independență al Estoniei (1918-1920) pentru crearea Republicii Estonia. 70 dintre acești luptători au fost voluntari.
Crearea Republicii Estonia în 1918 a marcat începutul unei noi ere în viața evreilor. Din primele zile ale existenței sale ca stat, Estonia a arătat toleranță față de toate minoritățile etnice și religioase, ceea ce a favorizat o creștere energică a activităților politice și culturale din societatea evreiască. Între 11 și 16 mai 1919, s-a întrunit primul Congres al Comunițăților Evreiești din Estonia pentru a discuta despre noile circumstanțe cu care se confruntau evreii. Aici s-au născut ideile de autonomie culturală⁠(d) și pentru un gimnaziu evreiesc la Tallinn. Societățile și asociațiile evreiești au început să crească în număr. Cea mai mare dintre aceste noi societăți a fost Societatea de Teatru și Literatură H. N. Bjalik din Tallinn, fondată în 1918. Societăți și cluburi au fost stabilite și în Viljandi, Narva, și în alte localități.

### Anii 1920
În 1920, s-a înființat Societatea Sportivă Maccabi⁠(d), care a devenit bine cunoscută pentru eforturile sale de a încuraja sportul în rândul evreilor. Evreii au luat parte în mod activ la evenimente sportive în Estonia și în străinătate. Sara Teitelbaum a fost de 17 ori campioană a Estoniei la atletism și a stabilit nu mai puțin de 28 de recorduri. În 1930, circa 100 de evrei studiau la Universitatea din Tartu: 44 studiau dreptul și 18 medicina. În 1934, la facultatea de filosofie s-a înființat un post pentru studii iudaice. Cinci asociații studențești evreiești erau afiliate la Societatea Academică din Tartu: Societatea Studentelor Hazfiro, Corporația Limuvia, Societatea Hasmonea și Fundația Studenților Evrei. Toate acestea aveau propriile biblioteci și au jucat un rol important în cultura și viața socială evreiască.
S-au înființat și organizații politice, cum ar fi organizațiile sioniste de tineret Hashomer Hazair și Beitar. Mulți tineri evrei au călătorit în Palestina pentru a forma Statul Evreu. Kibutz-urile Kfar Blum⁠(d) și Ein Gev⁠(d) au fost înființate în parte și de către evrei estoni.
La 12 februarie 1925, guvernul estonian a adoptat legea privind autonomia culturală⁠(d) a minorităților. Comunitatea evreiască și-a pregătit rapid cererea de autonomie culturală. S-au alcăutit statistici privind cetățenii evrei. Ei erau în total 3045, îndeplinind la limită cerința minimă de 3000 de persoane pentru autonomie culturală. În iunie 1926, a fost ales Sfatul Cultural Evreiesc și s-a declarat autonomia culturală a evreilor. Organul administrativ al acestei autonomii a fost Consiliul Culturii Evreiești, condus de Hirsch Aisenstadt până când a fost desființat în urma ocupației sovietice a Estoniei în 1940. Când trupele germane au ocupat Estonia în 1941, Aisenstadt a fost evacuat în Rusia. El s-a întors în Estonia când Germanii au plecat, dar a fost arestat de către autoritățile sovietice în 1949.
Autonomia culturală a minorităților popoarelor a fost un fenomen excepțional în istoria culturală europeană interbelică. Prin urmare, autonomia culturală evreiască a fost de mare interes pentru comunitatea evreiască mondială. Fundația Națională Evreiască Keren Kajamet a acordat guvernului eston un certificat de recunoștință pentru această realizare.
Această autonomie culturală presupunea control complet de către comunitate asupra procesului de educație. Din 1926, ebraica a început să înlocuiască rusa în școlile publice evreiești din Tallinn, iar în anul 1928 s-a înființat o școală rivală în idiș.
Pentru toleranța politică față de evrei, Republicii Estonia i-a fost dedicată o pagină în Cartea de Aur a Ierusalimului în anul 1927.

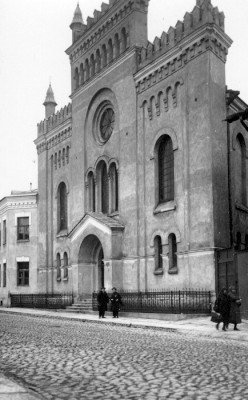
Sinagoga din Tallinn, construită în 1885 și distrusă de Bombardamentele din Tallinn în 1944.

În 1934, în Estonia locuiau 4381 de evrei (0,4 la sută din populație). 2203 de evrei trăiau în Tallinn. Alte orașe locuite de ei erau Tartu (920), Valga (262), Pärnu (248), Narva (188) și Viljandi (121). 1688 de evrei au contribuit la economia națională: 31% în comerț, 24% în servicii, de 14,5% ca meșteșugari, și 14% ca muncitori. Ei au înființat și mari întreprinderi: fabrica de piele Uzvanski și Fiii din Tartu, Fabrica de Dulciuri Ginovkeri din Tallinn, cojocăriile Ratner și Hoff, și companii de îmbunătățiri forestiere, cum ar fi Seins și Judeiniks. A existat și o societate a negustorilor și industriașilor. În Tallinn și Tartu își aveau sediul bănci cooperatiste evreiești. Doar 9,5% din populația evreiască lucra independent. Majoritatea acestora erau medici, peste 80 în total (exista și o societate a medicilor evrei). În plus, existau 16 farmaciști și 4 medici veterinari. 11% din populația evreiască avea studii superioare, 37% studii secundare și 33% studii elementare. 18% fuseseră educați acasă.
Comunitatea evreiască și-a stabilit propriul sistem de asistență socială. Societatea Bunăvoinței Evreiști a Comunității din Tallinn și-a asumat supravegherea și îndeplinirea obiectivelor acestui sistem. Rabinul din Tallinn era pe atunci dr. Gomer. În 1941, în timpul ocupației germane, el a fost hărțuit fără milă și în cele din urmă ucis. În Tartu, a activat Uniunea de Ajutor Evreiesc, și unități de asistență socială au fost înființate și în Narva, Valga și Pärnu.
În 1933, influența național-socialismului asupra germanilor baltici a început să fie un motiv de îngrijorare. Nazismul a fost scos în afara legii drept mișcare contrară ordinii sociale, Consiliul Cultural German a fost desființat, iar național-socialistul Viktor von Mühlen, membru ales al Partidului Germanilor Baltici, a fost forțat să demisioneze din Riigikogu. Toate materialele care ridiculizau evreii, inclusiv revista nazistă Valvur („Straja”) au fost interzise prin ordin al bătrânul statului⁠(d) Konstantin Päts⁠(d) ca materiale care incită la ură.
În același an, s-a înființat o facultate de studii iudaice la Universitatea din Tartu. Lazar Gulkowitsch⁠(d), fost profesor la Universitatea din Leipzig, a fost numit primul profesor și șef al catedrei de studii iudaice și a început să predea în 1934.

În 1936, ziarul evreiesc britanic Jewish Chronicle⁠(d) relata, după o vizită la Tallinn a unuia dintre jurnaliștii săi:
„Estonia este singura țară din Europa de Est unde nici Guvernul, nici populația nu practică nicio formă de discriminare împotriva evreilor și unde evreii sunt lăsați în pace.... autonomia culturală acordată evreilor estoni acum zece ani este încă în picioare, și evreii au voie să ducă o viață liberă și nestingherită pe care să și-o formeze în acord cu principiile lor naționale și culturale.”
În februarie 1937, anti-semitismul era în creștere în restul Europei, dar în Estonia vicepreședintele Comunității Evreiești Heinrich Gutkin⁠(d) a fost numit prin decret prezidențial senator în camera superioară a parlamentului, Riiginõukogu.
De-a lungul anilor 1930, au activat mișcări sioniste de tineret, pregătirea agricolă fiind predată în fermele estone de HeHalutz⁠(d), în timp ce institutul cultural Bialik Farein interpreta piese de teatru, iar corul acestuia a efectuat turnee și a fost difuzat la radio.

## Al Doilea Război mondial
Viața micii comunități evreiești din Estonia a fost întreruptă în 1940, odată cu ocupația sovietică a Estoniei. Autonomia culturală, împreună cu toate instituțiile sale, a fost lichidată în iulie 1940. În iulie și august același an, toate organizațiile, asociațiile, societățile și corporațiile au fost închise. Afacerile evreilor au fost naționalizate. Un număr relativ mare de evrei (350-450, aproximativ 10% din totalul populației evreiești) au fost deportați în lagărele de prizonieri din Rusia de către autoritățile sovietice la 14 iunie 1941.

### Holocaustul

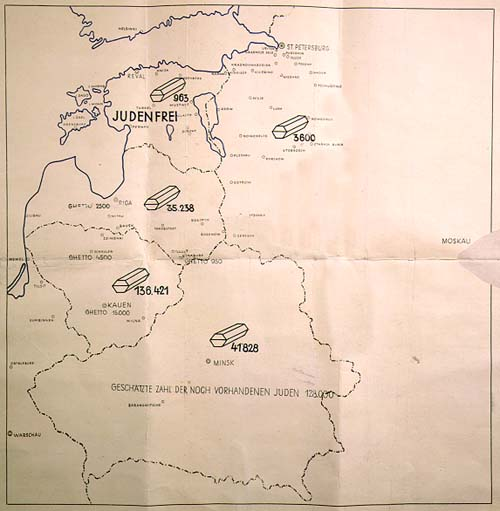
Hartă germană care arată numărul de evrei executați de Einsatzgruppe A.
- Estonia avea 963 execuții și era declarată ""
- Letonia, 35.238 execuții
- Lituania, 136.421 execuții
- Belarus, 41.828 execuții
- Rusia, 3600 de execuții
- în partea de jos: „numărul estimat de evrei care mai există este de 128.000”.

Mai mult de 75% din membrii comunității evreiești din Estonia, conștienți de soarta care îi aștepta, a reușit să fugă în Uniunea Sovietică; practic, tot restul (între 950 și 1000 de bărbați, femei și copii) au fost uciși până la sfârșitul anului 1941. Între aceștia s-a numărat singurul rabin din Estonia; profesorul de studii iudaice de la Universitatea din Tartu; evreii care ieșiseră din comunitatea evreiască; cei cu handicap psihic; și mai mulți veterani ai Războiului de Independență al Estoniei. Mai puțin de o duzină de evrei estoni au supraviețuit războiului în Estonia.
Strângerea și uciderea evreilor a început imediat după sosirea primelor trupe germane în 1941, urmate îndeaproape de gruparea de exterminare Einsatzkommando⁠(d) condusă de Martin Sandberger⁠(d), parte din Einsatzgruppe condus de Franz Walter Stahlecker⁠(d). Arestările și execuțiile au continuat în timp ce germanii, cu ajutorul colaboratorilor locali, au înaintat prin Estonia. Spre deosebire de forțele germane, estonii par a fi susținut acțiunile politice antievreiești, dar nu pe bază rasială. Scuza obișnuită utilizată pentru operațiunile de „epurare” era arestarea „din cauza activității comuniste”. Echivalarea evreilor cu comunismul evoca un răspuns pozitiv al estonilor și s-au făcut încercări de către poliția estonă de a determina dacă într-adevăr o persoană arestată chiar susținea comunismul. Estonii au susținut adesea că conaționalii lor etnici evrei nu erau comuniști și dădeau dovezi ale comportamentului lor patriotic, în speranța de a le obține eliberarea. Anton Weiss-Wendt, în disertația sa „Murder Without Hatred: Estonians, the Holocaust, and the Problem of Collaboration”, concluziona, pe baza rapoartelor informatorilor autorităților de ocupație că estonii nu credeau în general propaganda antisemită nazistă și majoritatea lor aveau păreri bune despre evrei. Estonia a fost declarată Judenfrei⁠(d) destul de devreme, la Conferința de la Wannsee din 20 ianuarie 1942, întrucât populația evreiască a Estoniei era mică (circa 4500 de locuitori), iar majoritatea ei reușise să fugă în Uniunea Sovietică înainte de sosirea evreilor. Practic tot restul (921, conform lui Martin Sandberger, 929 conform Evgeniei Goorin-Loov și 963 conform lui Walter Stahlecker) au fost uciși. Regimul nazist a înființat și 22 de lagăre de concentrare și muncă în Estonia pentru evrei din alte țări, cel mai mare fiind lagărul de concentrare Vaivara⁠(d). Câteva mii de evrei străini au fost uciși și în lagărul de la Kalevi-Liiva⁠(d). Circa 10.000 de evrei au fost uciși în Estonia după ce au fost deportați acolo din Europa de Est.
Doi estoni au fost onorați ca drepți între popoare: Uku Masing și soția lui, Eha.

## Perioada sovietică
Cele patru estoni considerați responsabili pentru crimele de la Kalevi-Liiva au fost acuzați în procesele pentru crime de război din 1961⁠(d). Doi au fost mai târziu executați; alții au evitat condamnarea fugind din țară.
Din 1944 până în 1988, comunitatea evreiască estonă nu a mai avut organizații, asociații sau cluburi.

## Estonia modernă
În martie 1988, când procesul de redobândire a independenței Estoniei era la început, s-a înființat Societatea Culturală Evreiască la Tallinn. A fost prima de acest fel, la sfârșitul Uniunii Sovietice. Spre deosebire de alte părți ale Uniunii Sovietice, nu au fost probleme cu înregistrarea, societății sau simbolurilor ei. Societatea a început să organizeze concerte și prelegeri. Curând, s-a ridicat chestiunea fondării unei școli evreiești. Ca început, a fost înființată o școală de duminică în 1989. Gimnaziul Evreiesc din Tallin de pe strada Karu era folosit ca școală profesională. În 1990, s-a înființat o școală evreiască cu clasele I-IX.
Cluburile culturale evreiești, care au rămas sub aripa Societății Culturale, au început în Tartu, Narva, și Kohtla-Järve. Au urmat și alte organizații: societatea sportivă Maccabi, Societatea pentru Fundăția Bunăvoinței Gurini și Uniunea Veteranilor Evrei. Viața a revenit în comunitatea evreiască. Cursurile de limbă ebraică au fost reinstaurate. O bibliotecă relativ mare a fost deschisă cu asistență din Israel și din comunitățile evreiești din alte țări.
Gama de activități culturale continuă să se dezvolte. Societatea Culturală Evreiască este membră fondatoare a Eestimaa Rahvuste Ühendus (Uniunea Popoarelor din Estonia), care a fost fondată la sfârșitul anului 1988. Restaurarea independenței Estoniei în anul 1991 a adus numeroase schimbări politice, economice și sociale. Evreii care locuiesc în Estonia pot acum să-și apere drepturile ca minoritate națională recunoscută. Comunitatea Evreiască a fost recunoscută oficial, cu aprobarea cartei sale pe 11 aprilie 1992. Estonia și-a reluat atitudinea prietenoasă față de evrei. În sprijin a venit o nouă lege a autonomiei culturale, bazată pe legea din 1925, votată în octombrie 1993. Această lege acordă popoarelor minoritare, cum ar fi evreii, o garanție legală a păstrării identității lor naționale.
La 16 mai 2007, s-a deschis la Tallinn o nouă sinagogă⁠(d). Acesta găzduiește un sanctuar, mikvah și restaurant.

## Demografie istorică
Estonia a avut întotdeauna o populație evreiască redusă numeric. Spre deosebire de multe alte țări europene, populația evreiască a Estoniei a atins maximul abia după al Doilea Război Mondial, cu aproape cinci mii și jumătate de oameni în 1959. De atunci a început un declin constant, cu o scădere deosebit de accentuată în anii 1990, după căderea comunismului când mai mulți evrei din Estonia au emigrat în alte țări, mai ales în Israel și SUA.

## Demografie actuală
- Total (2007): 1,900
- Născuți vii (2006): 12
- Numărul total de decese (2006): 51
- Rata natalității: 6.32 la 1000 de locuitori
- Rata deceselor: 26.84 la 1000 de locuitori
- Rată anuală de creștere: -2.05%.[19][19][20]